# Geschiedenis van Oman

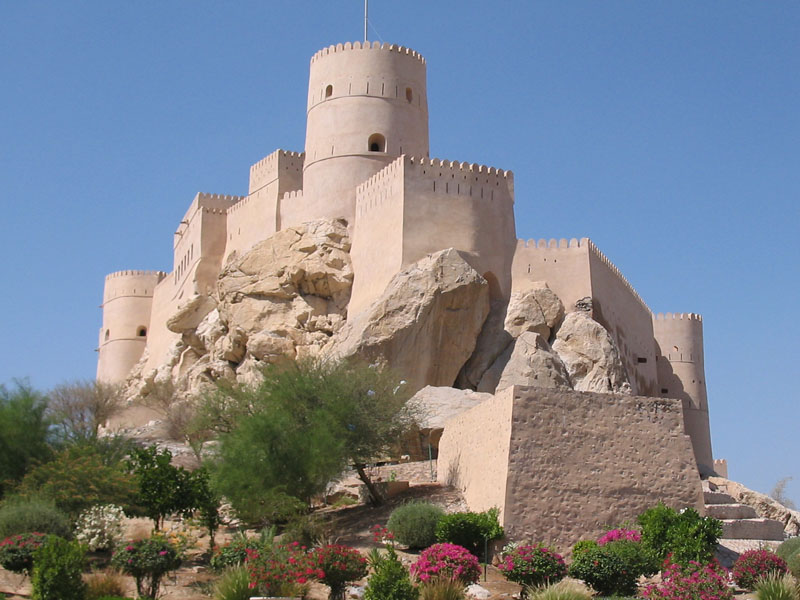
Fort Nakhal, een van de best bewaarde forten in Oman

De geschiedenis van Oman beschrijft de gebeurtenissen in het gebied van de huidige staat Oman van de prehistorie en de komst van de eerste moderne mensen. De regio werd overheerst door machtige indringers, waaronder het Perzische Rijk, andere Arabische stammen, Portugal en Groot-Brittannië. Oman bezat op zijn hoogtepunt bezittingen die zich uitstrekten van de Perzische Golf tot het eiland Madagaskar in het zuiden. Enkele opmerkelijke bezittingen waren het eiland Zanzibar en de steden Mogadishu en Gwadar.  

## Prehistorie

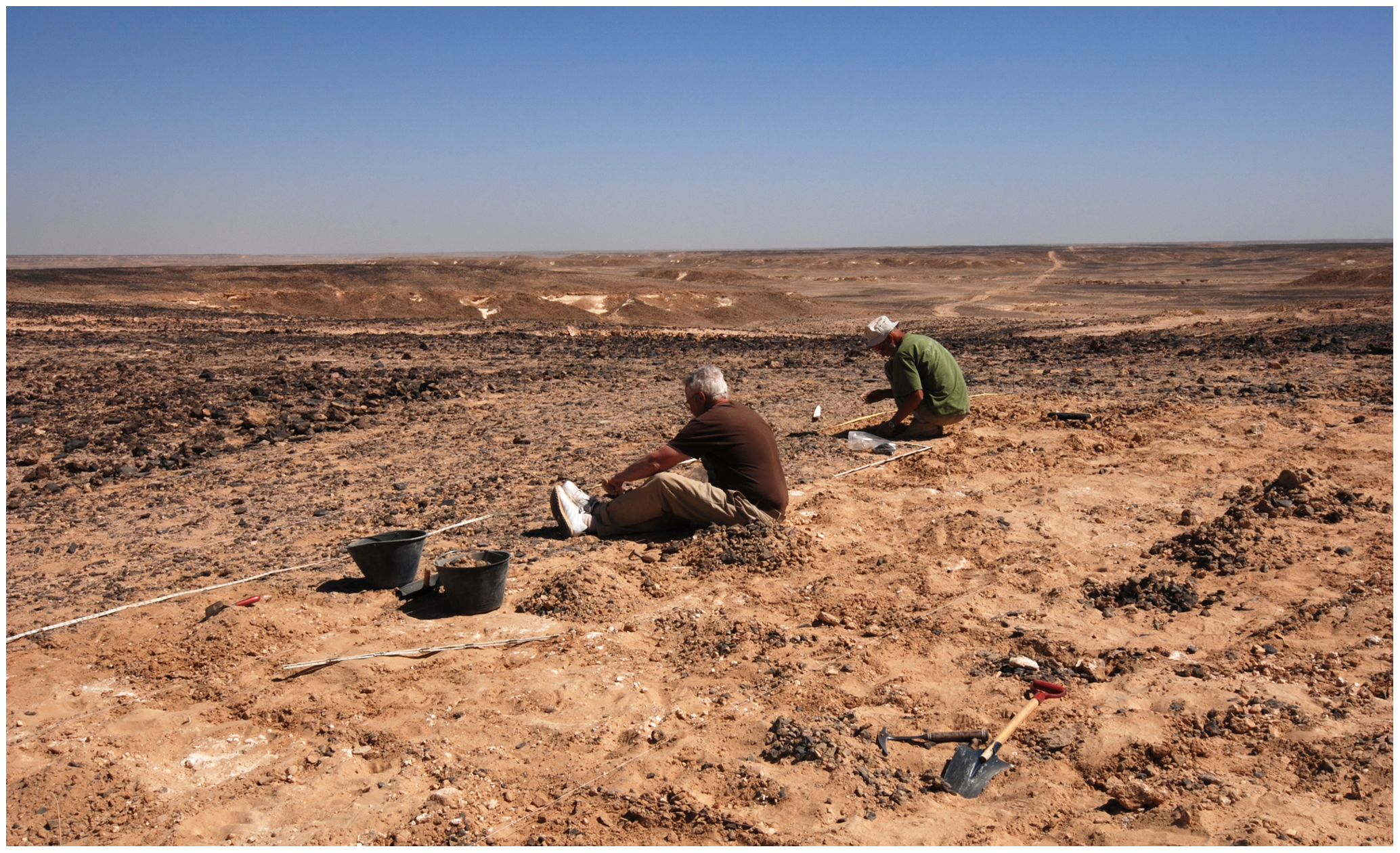
Archeologen graven een complex uit de Middle Stone Age op in het Dhofargebergte

In Wadi Aybut werd in 2011 een site ontdekt met meer dan 100 oppervlaktevondsten van stenen werktuigen die tot het late Nubische complex behoorden. Deze waren voor het eerst bekend van archeologische opgravingen in Soedan. Twee optisch gestimuleerde luminescentiedateringen plaatsen het Arabisch-Nubische Complex op ongeveer 106.000 BP. Dit levert bewijs voor een duidelijk technocomplex uit de Afrikaanse Middle Stone Age in het zuiden van Arabië, rond het eerdere deel van de Marine Isotope Stage 5. 
Het veronderstelde vertrek van de moderne mens uit Afrika om de rest van de wereld te koloniseren, houdt in dat ze de Straat van Bab el Mandeb in de zuidelijke Rode Zee overstaken, langs de groene kustlijnen rond Arabië trokken, en vandaar naar de rest van Eurazië. Deze oversteek werd mogelijk toen de zeespiegel met meer dan 80 meter was gedaald en een groot deel van het continentaal plat tussen Zuid-Eritrea en Jemen bloot kwam te liggen. Dit niveau werd bereikt tijdens een glaciaal stadiaal van 60 tot 70.000 BP, toen het klimaat grillig afkoelde tot het laatste glaciale maximum. Van 135.000 tot 90.000 BP had tropisch Afrika te kampen met extreme droogtes. Hierdoor trokken mensen van het vasteland naar de zeekusten en vandaar naar andere continenten. De onderzoekers gebruikten koolstofdateringtechnieken op stuifmeelkorrels die in modder op de bodem van het Malawimeer vastzaten om de vegetatie in Afrika over de eeuwen heen vast te stellen. Ze namen voor elke 300 jaar monsters. Monsters uit de periode van extreme droogte bevatten weinig stuifmeel of houtskool, wat erop wijst dat er weinig vegetatie was en er weinig te verbranden viel. Het gebied rond het Malawimeer, dat tegenwoordig zwaar bebost is, was ongeveer 135.000 tot 90.000 jaar geleden een woestijn. 
Luminescentiedatering is een techniek waarmee de natuurlijke straling die in het zand is opgeslagen, wordt gemeten. Gegevens die met deze methodologie zijn verzameld, tonen aan dat het Arabisch Schiereiland 130.000 jaar geleden relatief warmer was, waardoor er meer regen viel en het veranderde in een weelderig en bewoonbaar gebied. Gedurende deze periode daalde het waterpeil van de zuidelijke Rode Zee en was deze slechts 4 km breed. Dit gaf mensen een kort tijdsbestek om eenvoudig de zee over te steken en over het schiereiland te trekken naar locaties zoals Jebel Faya, dicht bij de Straat van Hormuz bij de monding van de Perzische Golf. Deze vroege migranten, die op de vlucht waren voor de klimaatverandering in Afrika, staken de Rode Zee over naar Jemen en Oman en trokken door Arabië onder gunstige klimaatomstandigheden. Tussen de Rode Zee en Jebel Faya in de VAE ligt tegenwoordig 2.000 kilometer onherbergzame woestijn, maar ongeveer 130.000 jaar geleden bevond de wereld zich aan het einde van de ijstijd. De Rode Zee was ondiep genoeg om te voet of op een klein vlot over te steken en het Arabische schiereiland veranderde van een dorre woestijn in een groen land.

## Perzische periode

Het Sassanidenrijk op zijn grootste omvang rond 620, onder Khusro II

De noordelijke helft van Oman (naast het huidige Bahrein, Qatar, de Verenigde Arabische Emiraten, plus de provincies Balochistan en Sindh in Pakistan) maakte vermoedelijk deel uit van de satrapie Maka van het Perzische Achaemenidische Rijk. Vanaf de tweede helft van het eerste millennium v.Chr. migreerden Semitisch sprekende volkeren in grote groepen vanuit centraal- en westelijk Arabië naar het oosten. De belangrijkste van deze stammen staat bekend als de Azd. Aan de kust bevonden zich Parthische en Sassanidische koloniën. Van ca. 100 v.Chr. tot ca. 300 n.Chr. verschenen er Semitische sprekers in centraal Oman in Samad al-Shan en de zogenoemde pre-islamitische recente periode, afgekort PIR, in wat nu de Verenigde Arabische Emiraten zijn. Deze golven bleven aanhouden, en in de 19e eeuw kwamen er Bedoeïenenfamilies die uiteindelijk over de Perzische Golfstaten heersten.
Het koninkrijk Oman werd onderworpen door de troepen van het Sassanidenrijk onder leiding van Vahrez tijdens de Aksumitisch-Perzische Oorlogen. Het 4.000 man sterke Sassanidengarnizoen had zijn hoofdkwartier in het huidige Sohar. 

## Bekering tot de Islam

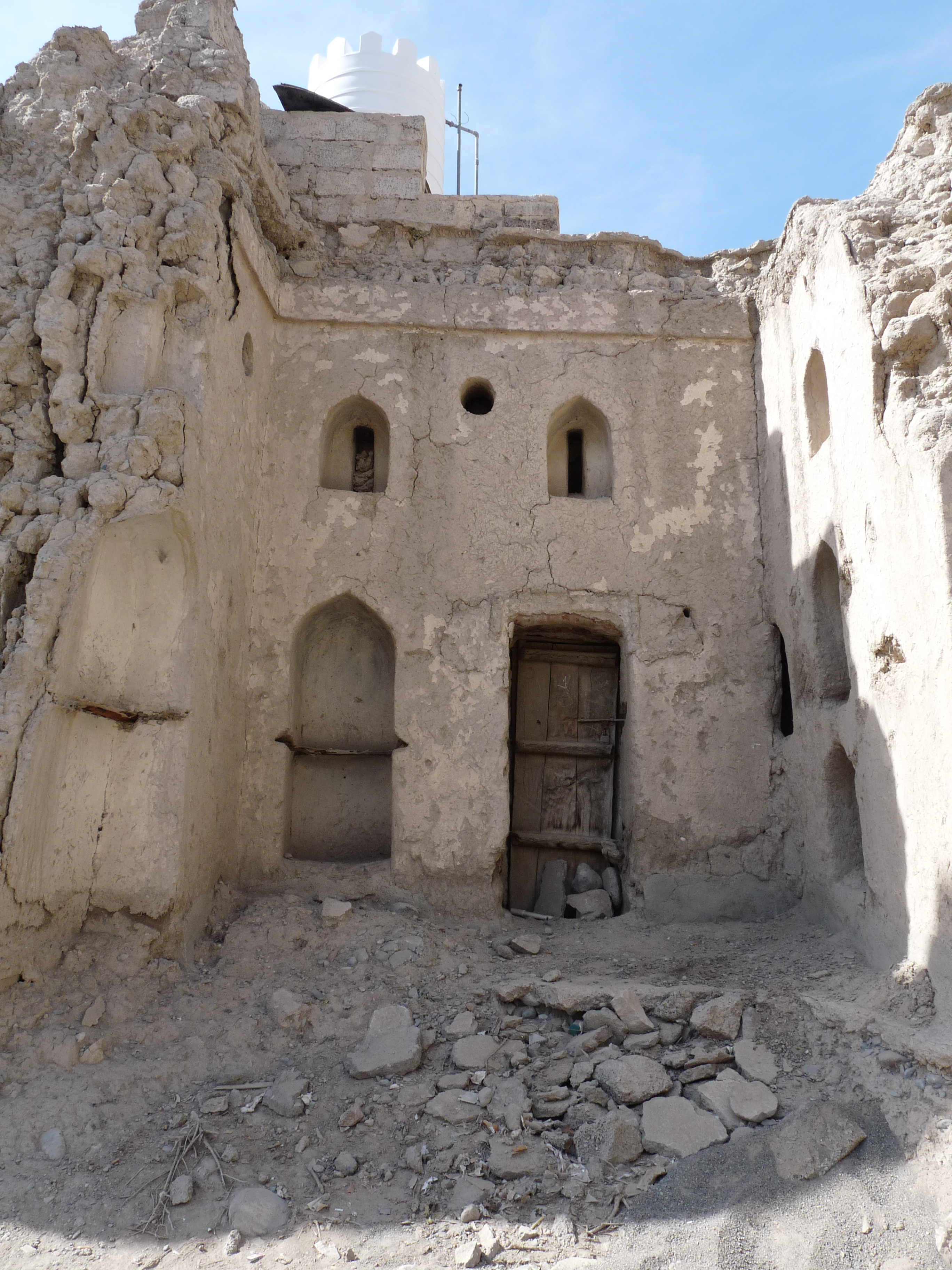
Overblijfselen in Nizwa

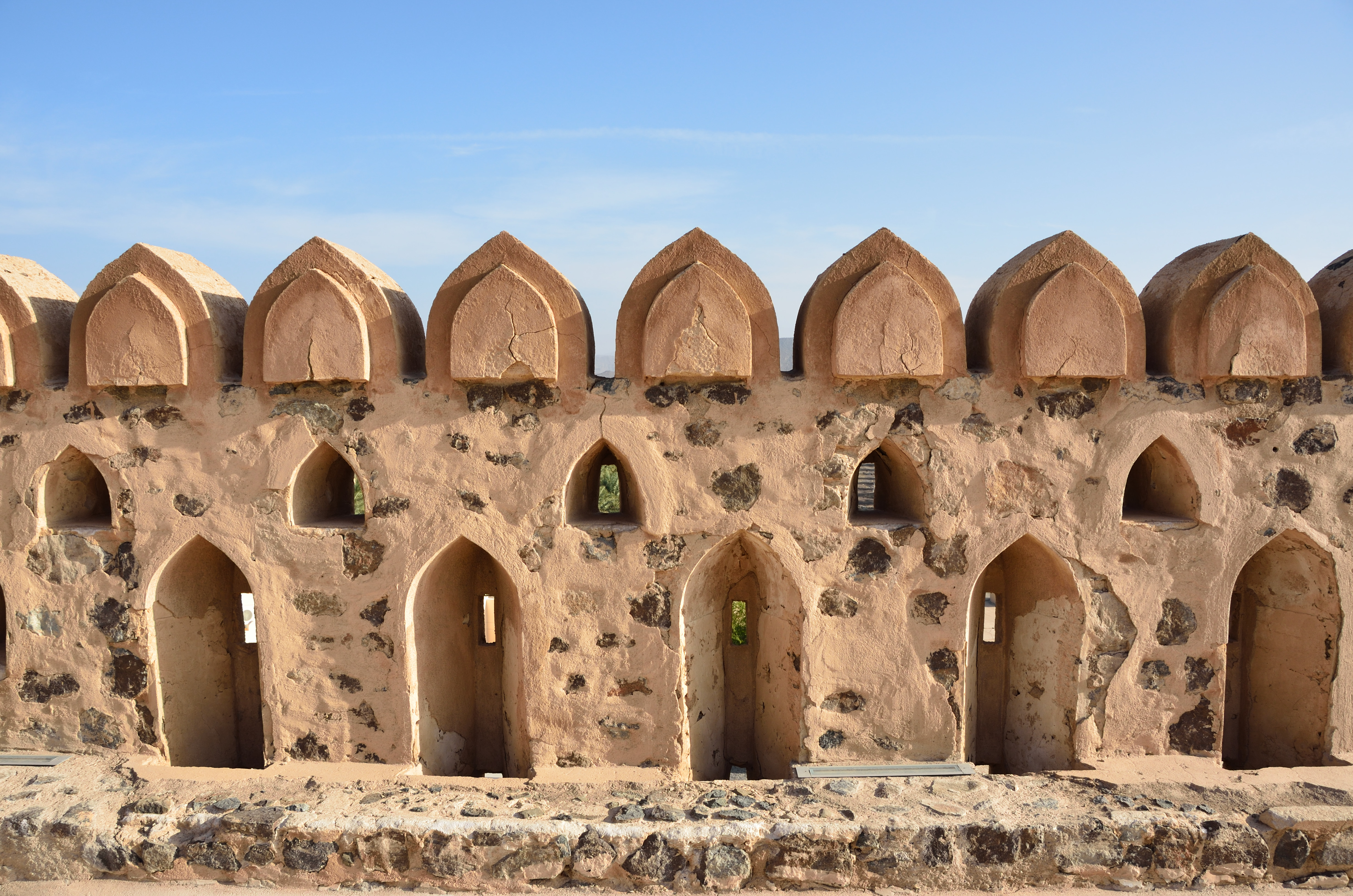
Muur van het Jabrin-kasteel

Oman werd in 630, tijdens het leven van Mohammed, bekend met de islam; de consolidatie vond plaats tijdens de Ridda-oorlogen in 632.
In 751 vestigden Ibadi-moslims, een gematigde tak van de Kharidjieten, een imamaat in Oman. Ondanks onderbrekingen bleef het Ibadi-imamaat tot het midden van de 20e eeuw bestaan. 
Oman is het enige land met een meerderheid aan Ibadi-bevolking. Het ibadisme staat bekend om zijn "gematigd conservatisme". Een onderscheidend kenmerk van het ibadisme is de keuze van de heerser op basis van gemeenschappelijke consensus en instemming. De introductie van het Ibadisme gaf de macht aan de imam, de leider die door de oelama was benoemd. De positie van de imam werd bevestigd toen de imam, die de loyaliteit van de stamhoofden had gewonnen, de bay'ah (eed van trouw) van het publiek ontving. 

## Buitenlandse invasies
Verschillende buitenlandse mogendheden vielen Oman aan. De Qarmaten beheersten het gebied tussen 931 en 932 en daarna opnieuw tussen 933 en 934. Tussen 967 en 1053 maakte Oman deel uit van het domein van de Iraanse Boejiden, en tussen 1053 en 1154 maakte Oman deel uit van het Seltsjoekenrijk. De macht van de Seltsjoeken breidde zich zelfs uit via Oman naar Koothanallur in Zuid-India. 
In 1154 nam de inheemse Nabhani-dynastie de macht over Oman over. De Nabhani-koningen regeerden over Oman tot 1470, met een onderbreking van 37 jaar tussen 1406 en 1443.
De Portugezen namen Muscat in op 1 april 1515 en hielden de stad tot 26 januari 1650 in bezit, hoewel de Ottomanen Muscat van 1550 tot 1551 en van 1581 tot 1588 controleerden. Rond het jaar 1600 werd de Nabhani-heerschappij tijdelijk hersteld, maar dat duurde slechts tot 1624 met de oprichting van het vijfde imamaat, ook bekend als het Yarubiden-imamaat. Laatstgenoemden heroverden Muscat in 1650 op de Portugezen, na een koloniale aanwezigheid aan de noordoostkust van Oman die dateerde uit 1508.

## Omaanse Rijk

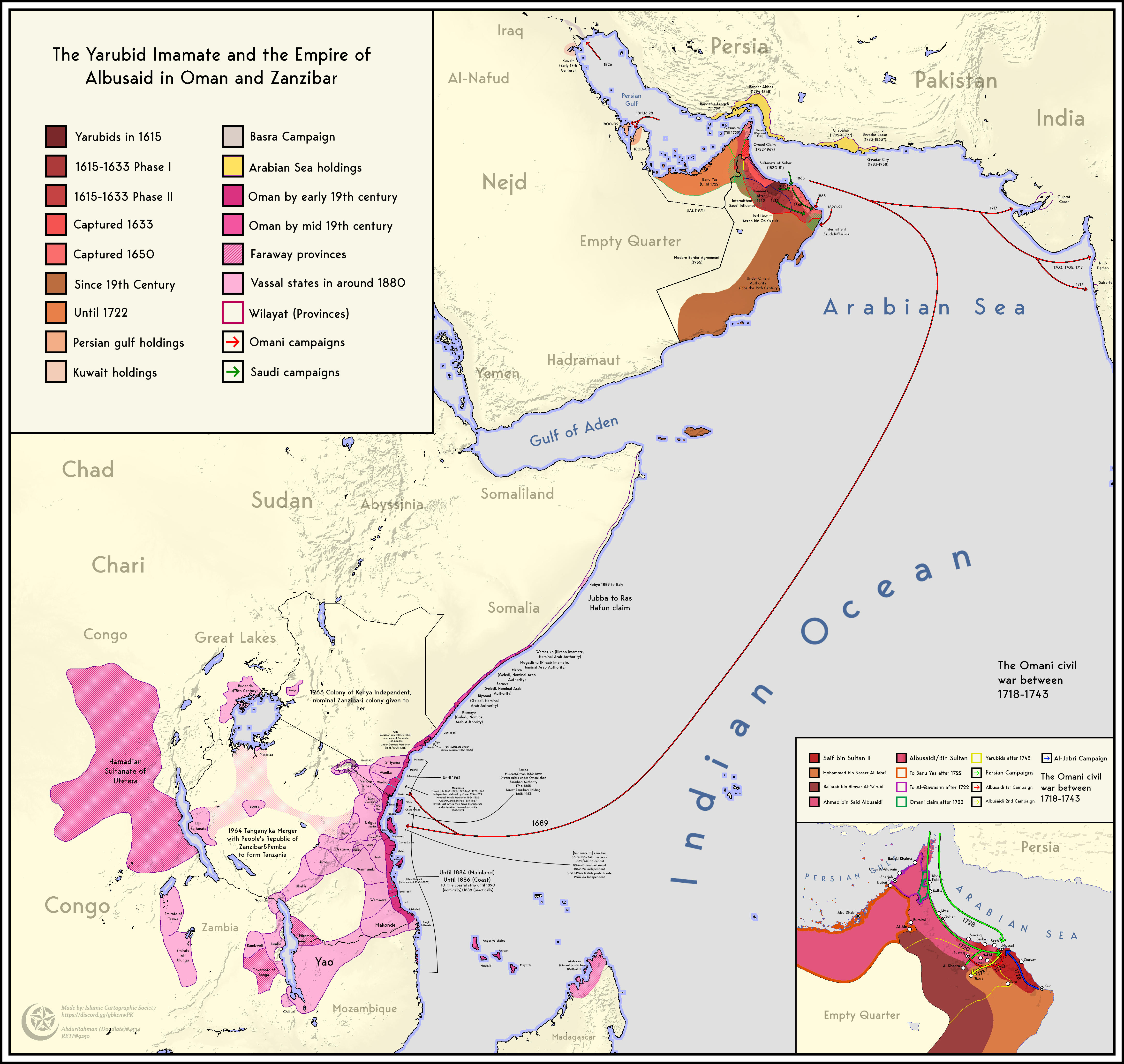
Gebieden onder het Omaanse Rijk

De rollen werden omgedraaid toen de Omaanse Yarubiden-dynastie zelf een koloniale macht werd, door voormalige Portugese koloniën in Oost-Afrika te verwerven en zich bezig te houden met slavenhandel, met name aan de Swahilikust en het eiland Zanzibar. 
In 1719 leidde de dynastieke opvolging tot de benoeming van Saif bin Sultan II (ca. 1706-1743). Zijn kandidatuur leidde tot rivaliteit onder de oelama en een burgeroorlog tussen de twee facties, geleid door de grote stammen, de Hinawi en de Ghafiri, waarbij de Ghafiri Saif ibn Sultan II steunden. In 1743 bezette de Perzische heerser Nader Shah, met de hulp van Saif, Muscat en Sohar. Saif stierf en werd opgevolgd door Bal'arab bin Himyar van de Yarubiden.
Perzië had eerder de kust bezet. Toch leidde deze interventie namens een impopulaire dynastie tot een opstand. De leider van de opstand, Ahmad bin Said al-Busaidi, maakte gebruik van de moord op de Perzische vorst Nader Shah in Khorasan in 1747 en de chaos die ontstond in het Perzische Rijk om de Perzische strijdkrachten te verdrijven. Vervolgens versloeg hij Bal'arab en werd verkozen tot sultan van Muscat en imam van Oman. 
De Al Busaid-clan werd zo een koninklijke dynastie. Net als zijn voorgangers werd de heerschappij van de Al Busaid-dynastie gekenmerkt door een geschiedenis van onderlinge familiestrijd, broedermoord en machtsovername. Naast bedreigingen binnen de heersende familie waren er ook regelmatig uitdagingen van onafhankelijke stammen in het binnenland. De Busaid-dynastie verwierp het imamaat na Ahmad bin Said. De binnenlandse stammen erkenden de imam als de enige legitieme heerser, verwierpen het gezag van de sultan en vochten voor het herstel van het imamaat. 
Scheuringen binnen de heersende familie werden al duidelijk vóór de dood van Ahmad ibn Said in 1783 en manifesteerden zich later in de verdeling van de familie in twee hoofdlijnen:
1. de lijn van Sultan ibn Ahmad (regeerde van 1792 tot 1806), die de maritieme staat controleerde, met nominale controle over het hele land
2. de Qais-tak, met gezag over de gebieden Al Batinah en Ar Rustaq

In deze periode vond in 1784 ook een opstand plaats in de Omaanse kolonie Zanzibar.
Tijdens de regeringsperiode van sultan Said ibn Sultan (1806-1856) breidde Oman zijn overzeese koloniën uit en profiteerde daarbij van de slavenhandel. Als regionale handelsmacht bezat Oman in de 19e eeuw het eiland Zanzibar aan de Swahilikust, de Zanj-regio aan de Oost-Afrikaanse kust, inclusief Mombasa en Dar es Salaam, en tot 1958 Gwadar aan de Arabische Zeekust van het huidige Pakistan.
Toen Groot-Brittannië halverwege de 19e eeuw de slavernij verbood ging het bergafwaarts met het sultanaat. De economie stortte in en veel Omaanse families emigreerden naar Zanzibar. De bevolking van Muscat daalde tussen 1850 en 1870 van 55.000 naar 8.000. Groot-Brittannië nam het grootste deel van de overzeese bezittingen in beslag.

## Eind 19e en begin 20e eeuw
Toen sultan Sa'id bin Sultan Al-Busaid in 1856 stierf kregen zijn zonen ruzie over de opvolging. Als gevolg van deze strijd werd het rijk in 1861 via bemiddeling van Groot-Brittannië verdeeld in twee afzonderlijke vorstendommen: het Sultanaat Zanzibar (met zijn afhankelijkheden bij de Grote Meren in Afrika) en het Sultanaat Muscat en Oman. Deze naam werd in 1970 afgeschaft ten gunste van "Sultanaat van Oman", maar duidt op twee politieke culturen met een lange geschiedenis:
1. De kusttraditie: meer kosmopolitisch en seculier, te vinden in de stad Muscat en de aangrenzende kustlijn die onder het bewind van de sultan vielen
2. De binnenlandse traditie: geïsoleerd, tribaal en zeer religieus, volgens de ideologische beginselen van het Ibadisme, te vinden in "Oman al-Wusta ", geregeerd door een imam

Het meer kosmopolitische Muscat vormde de opkomende politieke cultuur sinds de oprichting van de Al Busaid-dynastie in 1744, hoewel de imamaattraditie hier en daar tot uiting kwam. 
De dood van Sa'id bin Sultan in 1856 leidde tot een verdere scheiding: de afstammelingen van de overleden sultan heersten over Muscat en Oman (Thuwaini bin Said, regeerde van 1856 tot 1866) en Zanzibar (Mayid ibn Said Al-Busaid, regeerde van 1856 tot 1870); de Qais-tak sloot zich af en toe aan bij de ulama om de legitimiteit van het imamaat te herstellen. In 1868 werd Azzan bin Qais (regeerde 1868 tot 1871) de zelfbenoemde imam. Hoewel een aanzienlijk aantal Hinawi-stammen hem als imam erkenden, werd hij niet door het publiek verkozen en ook niet als zodanig uitgeroepen. 
Imam Azzan begreep dat er, om het land te verenigen, een sterke, centrale autoriteit moest worden opgericht die controle had over de binnenlandse stammen van Oman. Zijn heerschappij werd in gevaar gebracht door de Britten, die zijn beleid om de stammen in het binnenland onder het centrale bestuur te brengen zagen als een stap in strijd met de gevestigde orde. Door militaire middelen in te zetten om Muscat en Oman te verenigen, vervreemdde Imam Azzan de leden van de Ghafiri-stammen, die in de periode 1870-1871 in opstand kwamen. De Britten gaven financiële en politieke steun aan Turki bin Said, de rivaal van Imam Azzan, in ruil voor de controle over het gebied. In de Slag bij Dhank versloeg Turki bin Said de troepen van imam Azzan, die in januari 1871 sneuvelde in een gevecht buiten Muttrah.
Muscat en Oman waren gedurende de 18e eeuw het doelwit van Frans - Britse rivaliteit. In de 19e eeuw sloten Muscat, Oman en het Verenigd Koninkrijk verschillende handelsverdragen, waarvan vooral de Britten profiteerden. In 1908 sloten de Britten een overeenkomst op basis van imperialistische plannen om het gebied te controleren. Hun traditionele verbintenis werd in 1951 bekrachtigd door een nieuw handelsverdrag, gebaseerd op oliereserves en scheepvaart, waarbij het Verenigd Koninkrijk het Sultanaat van Muscat en Oman erkende als een volledig onafhankelijke staat, zij het onder hun toezicht en hun strategische neokoloniale belangen.
Eind 19e en begin 20e eeuw waren er spanningen tussen de sultan in Muscat en de Ibadi-imam in Nizwa. Dit conflict werd tijdelijk opgelost door het Verdrag van Seeb, dat de imam de macht gaf over het binnenlandse imamaat van Oman, terwijl de soevereiniteit van de sultan in Muscat en omgeving werd erkend.

## Tweede Wereldoorlog
Bij het uitbreken van de Tweede Wereldoorlog verklaarde de sultan van Oman op 10 september 1939 de oorlog aan Duitsland. Tijdens de oorlog speelde Oman een strategische rol in de verdediging van de handelsroutes van het Verenigd Koninkrijk. Oman is tijdens de oorlog nooit aangevallen. In 1943 vestigde de Royal Air Force bases op Masirah en in Ras al Hadd. Ook lucht- en zee-reddingseenheden waren in Oman gestationeerd. No. 244 Squadron RAF vloog met Bristol Blenheim V lichte bommenwerpers en Vickers Wellington XIII's vanaf RAF Masirah voor anti-onderzeeboot-taken in de Golf van Oman en de noordelijke Arabische Zee, terwijl No. 209 Squadron RAF, No. 265 Squadron RAF en No. 321 Squadron RAF met Consolidated PBY Catalina's vlogen vanaf Umm Ruşayş op Masirah. 
Op 16 oktober 1943 werd de Duitse U-boot U-533 in de Golf van Oman tot zinken gebracht nadat deze was geraakt door dieptebommen die waren afgeworpen door een Bristol Blenheim van het 244 Squadron van de RAF. Het wrak zonk op een diepte van 108 meter, ongeveer 25 zeemijl (46 kilometer) uit de kust van Fujairah. 52 bemanningsleden kwamen om het leven. De enige overlevende, Matrosengefreiter Günther Schmidt, werd aan boord van de HMIS Hiravati bij Khor Fakkan gebracht en krijgsgevangen gemaakt. Het wrak is nu een populaire recreatieve duiklocatie.  

## Eind 20e eeuw
In 1954 laaide het conflict weer op toen het Verdrag van Seeb door de sultan werd geschonden nadat er olie werd ontdekt op het land van de imam. De nieuwe imam Ghalib bin Ali leidde een vijf jaar durende opstand tegen de sultan. De sultan kreeg hulp van de Britse koloniale strijdkrachten en de sjah van Iran. Begin jaren zestig kreeg de imam, die in ballingschap leefde in Saoedi-Arabië, steun van zijn gastland en andere Arabische regeringen, maar aan deze steun kwam in de jaren 1980 een einde. Ook bij de Verenigde Naties werd de zaak van de imam bepleit, maar er werden geen noemenswaardige maatregelen genomen.
Zanzibar betaalde tot aan de onafhankelijkheid begin 1964 jaarlijks een subsidie aan Muscat en Oman.
In 1964 begon een separatistische opstand in de provincie Dhofar. Met hulp van communistische en linkse regeringen, zoals die van het voormalige Zuid-Jemen (Democratische Volksrepubliek Jemen), vormden de rebellen het Dhofar Bevrijdingsfront, dat later fuseerde met het door marxisten gedomineerde Volksfront voor de Bevrijding van Oman en de Arabische Golf (PFLOAG). Het verklaarde doel van de PFLOAG was om alle traditionele regimes in de Perzische Golf omver te werpen. Medio 1974 werd de Bahreinse afdeling van de PFLOAG opgericht als een aparte organisatie en de Omaanse afdeling veranderde haar naam in Volksfront voor de Bevrijding van Oman (PFLO), terwijl de Dhofar-opstand werd voortgezet.

### Jaren 1970
Tijdens de staatsgreep in Oman in 1970 verdreef Qaboos bin Said al Said zijn vader, Said bin Taimur, die later in ballingschap in Londen overleed. Al Said regeerde als sultan tot aan zijn dood. De nieuwe sultan kreeg te maken met opstanden in een land dat geplaagd werd door endemische ziekten, analfabetisme en armoede. Een van de eerste maatregelen van de nieuwe sultan was het afschaffen van veel van de strenge beperkingen die zijn vader had opgelegd. Deze beperkingen hadden ertoe geleid dat duizenden Omani's het land hadden verlaten. Ook bood hij amnestie aan tegenstanders van het vorige regime, van wie velen naar Oman terugkeerden. In 1970 werd ook de slavernij afgeschaft. 
Sultan Qaboos richtte bovendien een moderne overheidsstructuur op en lanceerde een groot ontwikkelingsprogramma om onderwijs- en gezondheidsfaciliteiten te verbeteren, moderne infrastructuur te bouwen en de natuurlijke hulpbronnen van het land te ontwikkelen.
Om de opstand in Dhofar te beteugelen, breidde sultan Qaboos de strijdkrachten uit en rustte ze opnieuw uit. Ook verleende hij amnestie aan alle rebellen die zich overgaven. Tegelijkertijd zette hij de oorlog in Dhofar krachtig voort. Hij kreeg directe militaire steun van het Verenigd Koninkrijk, Pahlavi-Iran en Jordanië. Begin 1975 waren de guerrillastrijders beperkt tot een gebied van 50 km² nabij de grens met Jemen en werden kort daarna verslagen. Toen de oorlog ten einde liep, werd in Dhofar voorrang gegeven aan burgerlijke actieprogramma's, hetgeen hielp om de steun van de bevolking te winnen. De dreiging van de PFLO nam verder af toen in oktober 1983 diplomatieke betrekkingen tussen Zuid-Jemen en Oman werden aangeknoopt. Zuid-Jemen verminderde vervolgens de propaganda en subversieve activiteiten tegen Oman. Eind 1987 opende Oman een ambassade in Aden, Zuid-Jemen, en werd de eerste vaste ambassadeur in het land aangesteld.
Gedurende zijn regering zorgde sultan Qaboos voor een evenwicht tussen tribale, regionale en etnische belangen bij het samenstellen van het nationale bestuur. De Raad van Ministers, die functioneerde als een kabinet, bestond uit 26 ministers, die allemaal rechtstreeks door Qaboos werden benoemd. De Majlis Al-Shura (Raadgevende Vergadering) had als mandaat om wetgeving met betrekking tot economische ontwikkeling en sociale diensten te beoordelen voordat deze in werking trad. De Majlis Al-Shura kon ministers verzoeken om voor haar te verschijnen.

### Jaren 1990
In november 1996 presenteerde sultan Qaboos zijn volk het Basisstatuut van Oman, de eerste geschreven grondwet van Oman. Het garandeert verschillende rechten binnen het kader van het islamitisch- en gewoonterecht. Hiermee werden de lang sluimerende maatregelen tegen belangenverstrengeling weer gedeeltelijk nieuw leven ingeblazen door ministers te verbieden om als bestuurder te fungeren bij beursgenoteerde bedrijven. Het belangrijkste was misschien wel dat de Basisstatuten regels bevatten voor het regelen van de opvolging van sultan Qaboos.
Oman ligt op een strategische locatie aan de Straat van Hormuz bij de ingang van de Perzische Golf, 56 km direct tegenover Iran. Oman maakte zich zorgen over de stabiliteit en veiligheid in de regio, gezien de spanningen in de regio, de nabijheid van Iran en Irak en de potentiële dreiging van de politieke islam. Oman onderhield tijdens de Golfoorlog zijn diplomatieke betrekkingen met Irak en steunde de bondgenoten van de Verenigde Naties door een contingent troepen te sturen om zich aan te sluiten bij de coalitietroepen en door zich open te stellen voor de positionering van wapens en voorraden.

## Begin 21e eeuw
In september 2000 kozen ongeveer 100.000 Omaanse mannen en vrouwen 83 kandidaten, waaronder twee vrouwen, voor zetels in de Majlis Al-Shura. In december 2000 benoemde sultan Qaboos de Majlis Al Dowla (Staatsraad) met 48 leden, waaronder vijf vrouwen. Deze raad fungeerde als de hogere kamer in het tweekamerstelsel van Oman.
Het uitgebreide moderniseringsprogramma van Al Said heeft het land opengesteld voor de buitenwereld en gezorgd voor langdurige politieke en militaire relaties met het Verenigd Koninkrijk, de Verenigde Staten en andere landen. Oman voerde een gematigd en onafhankelijk buitenlands beleid dat gericht was op het onderhouden van goede betrekkingen met alle landen in het Midden-Oosten.
Qaboos, de langstzittende heerser van de Arabische wereld, stierf op 10 januari 2020 na bijna vijftig jaar aan de macht te zijn geweest. Op 11 januari 2020 werd zijn neef Haitham bin Tariq beëdigd als de nieuwe sultan van Oman. 

## Heersers van Oman

Standaard van de Sultan van Oman

- Said bin Sultan (20 november 1804 - 4 juni 1856) - sultan van Zanzibar en Oman
- Thuwaini bin Said (19 oktober 1856 - 11 februari 1866)
- Salim bin Thuwaini (11 februari 1866 - oktober 1868)
- Azzan bin Qais (oktober 1868 - 30 januari 1871)
- Turki bin Said (30 januari 1871 - 4 juni 1888)
- Faisal bin Turki (4 juni 1888 - 15 oktober 1913)
- Taimur bin Feisal (15 oktober 1913-10 februari 1932)
- Said bin Taimur (10 februari 1932 - 23 juli 1970)
- Qaboos bin Said (23 juli 1970 - 10 januari 2020)
- Haitham bin Tariq (11 januari 2020 - heden)

Geschiedenis van:
Afghanistan · 
Armenië · 
Azerbeidzjan · 
Bahrein · 
Bangladesh · 
Bhutan · 
Brunei · 
Cambodja · 
China · 
Filipijnen · 
Georgië · 
India · 
Indonesië · 
Irak · 
Iran · 
Israël · 
Japan · 
Jemen · 
Jordanië · 
Joodse Autonome Oblast · 
Kazachstan · 
Kirgizië · 
Koeweit · 
Korea (Noord-Korea, Zuid-Korea) · 
Laos · 
Libanon · 
Maldiven · 
Maleisië · 
Mongolië · 
Myanmar · 
Nepal · 
Oezbekistan · 
Oman · 
Oost-Timor · 
Pakistan · 
Palestina · 
Qatar · 
Rusland ·  
Saoedi-Arabië · 
Siberië · 
Singapore · 
Sri Lanka · 
Syrië · 
Tadzjikistan · 
Taiwan · 
Thailand · 
Tibet · 
Toeva · 
Turkije · 
Turkmenistan · 
Verenigde Arabische Emiraten · 
Vietnam · 
Xinjiang
Midden-Oosten · Centraal-Azië · Zuid-Azië
- Library of Congress Control Number: sh85094671
- Nationale Bibliotheek van Israël: 987007545916205171